# Estigmene similis
Estigmene similis är en fjärilsart som beskrevs av Rothschild 1910. Estigmene similis ingår i släktet Estigmene och familjen björnspinnare. Inga underarter finns listade i Catalogue of Life.